# District de Brno-Campagne
Le district de Brno-Campagne (en tchèque : okres Brno-venkov) est un des sept districts de la région de Moravie-du-Sud, en Tchéquie. Son chef-lieu est la ville de Brno.

## Liste des communes
Le district compte 187 communes, dont 15 ont le statut de ville (město, en gras) et 9 celui de bourg (městys, en italique) :
Babice nad Svitavou •
Babice u Rosic •
Běleč •
Bílovice nad Svitavou •
Biskoupky •
Blažovice •
Blučina •
Borač •
Borovník •
Braníškov •
Branišovice •
Bratčice •
Brumov •
Březina (Blansko) •
Březina (Tišnov) •
Bukovice •
Cvrčovice •
Čebín •
Černvír •
Česká •
Chudčice •
Čučice •
Deblín •
Dolní Kounice •
Dolní Loučky •
Domašov •
Doubravník •
Drahonín •
Drásov •
Hajany •
Heroltice •
Hlína •
Hluboké Dvory •
Holasice •
Horní Loučky •
Hostěnice •
Hradčany •
Hrušovany u Brna •
Hvozdec •
Ivaň •
Ivančice •
Javůrek •
Jinačovice •
Jiříkovice •
Kaly •
Kanice •
Katov •
Ketkovice •
Kobylnice •
Kovalovice •
Kratochvilka •
Křižínkov •
Kupařovice •
Kuřim •
Kuřimská Nová Ves •
Kuřimské Jestřabí •
Lažánky •
Ledce •
Lelekovice •
Lesní Hluboké •
Litostrov •
Loděnice •
Lomnice •
Lomnička •
Lubné •
Lukovany •
Malešovice •
Malhostovice •
Maršov •
Medlov •
Mělčany •
Měnín •
Modřice •
Mokrá-Horákov •
Moravany •
Moravské Bránice •
Moravské Knínice •
Moutnice •
Nebovidy •
Nedvědice •
Nelepeč-Žernůvka •
Němčičky •
Neslovice •
Nesvačilka •
Níhov •
Nosislav •
Nová Ves •
Nové Bránice •
Ochoz u Brna •
Ochoz u Tišnova •
Odrovice •
Olší •
Omice •
Opatovice •
Ořechov •
Osiky •
Oslavany •
Ostopovice •
Ostrovačice •
Otmarov •
Pasohlávky •
Pernštejnské Jestřabí •
Podolí •
Pohořelice •
Ponětovice •
Popovice •
Popůvky •
Pozořice •
Prace •
Pravlov •
Prštice •
Předklášteří •
Přibice •
Příbram na Moravě •
Přibyslavice •
Přísnotice •
Radostice •
Rajhrad •
Rajhradice •
Rašov •
Rebešovice •
Řícmanice •
Říčany •
Říčky •
Řikonín •
Rohozec •
Rojetín •
Rosice •
Rozdrojovice •
Rudka •
Senorady •
Sentice •
Šerkovice •
Silůvky •
Sivice •
Skalička •
Skryje •
Šlapanice •
Sobotovice •
Sokolnice •
Stanoviště •
Štěpánovice •
Strhaře •
Střelice •
Šumice •
Svatoslav •
Synalov •
Syrovice •
Telnice •
Těšany •
Tetčice •
Tišnov •
Tišnovská Nová Ves •
Trboušany •
Troskotovice •
Troubsko •
Tvarožná •
Újezd u Brna •
Újezd u Rosic •
Újezd u Tišnova •
Unín •
Unkovice •
Úsuší •
Velatice •
Veverská Bítýška •
Veverské Knínice •
Viničné Šumice •
Vlasatice •
Vohančice •
Vojkovice •
Vranov •
Vranovice •
Vratislávka •
Všechovice •
Vysoké Popovice •
Žabčice •
Zakřany •
Zálesná Zhoř •
Zastávka •
Žatčany •
Zbraslav •
Zbýšov •
Žďárec •
Želešice •
Železné •
Zhoř •
Židlochovice

## Principales communes
Population des principales communes du district au 1er janvier 2024 et évolution depuis le 1er janvier 2023 :
| Kuřim                 | 11 400 | en augmentation |
| Ivančice              | 9 971  | en augmentation |
| Tišnov                | 9 275  | en augmentation |
| Šlapanice             | 7 952  | en augmentation |
| Rosice                | 6 738  | en augmentation |
| Pohořelice            | 6 071  | en augmentation |
| Modřice               | 5 656  | en augmentation |
| Oslavany              | 4 871  | en augmentation |
| Rajhrad               | 4 070  | en augmentation |
| Bílovice nad Svitavou | 3 739  | en diminution   |